# Wilhelm Flügge
Pour les articles homonymes, voir Flügge.
Wilhelm Flügge (né le 18 mars 1904 à Greiz; † 19 mars 1990 à Los Altos) est un ingénieur et mathématicien allemand spécialiste des coques et des surfaces autoportantes. Il a travaillé pour l'ONERA et a enseigné la mécanique des milieux continus à l'Université Stanford.

## Biographie
Fils de pasteur et frère aîné de Siegfried Flügge, il effectue ses études secondaires à Dresde et devient bachelier en 1921. Il étudie les sciences de l'ingénieur à l’université technique de Dresde et en sort diplômé en 1925. Il travaille ensuite comme assistant de l'expert allemand du béton armé, Kurt Beyer, et soutient sa thèse en 1927. Il est ensuite employé par Dyckerhoff & Widmann à Wiesbaden (1927) puis Leipzig (1930) et se distingue par la construction de coques autoportantes en béton armé. Il s'inscrit en 1930 à l'Université de Göttingen et passe son habilitation en 1932 ; mais la prise de pouvoir de Hitler l'année suivante met pratiquement un terme à ses espoirs de promotion universitaire : jugé « politiquement suspect », il crée une revue scientifique, Zentralblatts für Mechanik et publie son traité majeur, « Statique et dynamique des coques » (Statik und Dynamik der Schalen, 1934), qui reste un classique de la discipline. En 1938 il obtient comme expert des surfaces portantes un poste de chef de département à Berlin au Centre de recherches aéronautiques (DVL), où Irmgard Lotz, sa future femme, dirige le Département « Hydrodynamique. » À partir de 1940, il est nommé recteur de l'université de Delft, dans les territoires occupés du Reich. Au début de l'année 1944, la plupart des départements de recherche du DVL sont déplacés à Bad Saulgau. En 1947, le couple travaille à Paris pour l'ONERA puis, quelques mois plus tard, est invité aux États-Unis par Stephen Timoshenko : en 1949 ils rejoignent l'Université Stanford. Flügge y obtient le poste de professeur et travaillera jusqu'à sa mort dans cet établissement ; quant à Irmtraud Lotz, quoiqu'elle fût déjà une spécialiste reconnue de l'hydrodynamique, les statuts de l'université lui interdisaient d'être professeur en même temps que son mari, et elle ne fut d'abord qu'assistante à Stanford. Elle obtiendra le statut de professeur en 1961.
En 1970, les travaux de Flügge sont couronnés par la médaille von Karman et la médaille Worcester Reed Warner de l'American Society of Mechanical Engineers.

## Écrits
- Statique et dynamique des coques [« Statik und Dynamik der Schalen »]  (trad. Henri Jacot), Springer Verlag, 1934 (réimpr. 1957, 1962, 1981 ; 1960 pour la trad. française aux éditions Eyrolles)
- Viscoelasticity, Blaisdell, 1967 (réimpr. 1975 chez Springer Verlag)
- (éditeur et coauteur) Handbook of engineering mechanics, McGraw Hill (1962)
- Festigkeitslehre, Springer Verlag, 1967
- Tensor analysis and continuum mechanics, Springer Verlag, 1972